# Marco Tuokko
Marco Tuokko (Finnország, Raisio, 1979. március 27. –) finn profi jégkorongozó.

## Karrier
Komolyabb junior karrierjét a TPS Turku junior tagozatában 1995–1996-ban majd egy mérkőzésre lekerült a Kiekko-67 Turkuba. Részt vett az 1997-es junior jégkorong-Európa-bajnokságon. 1998-ig még a TPS Turku junior csapatában játszott. 1998–1999-ben egyetlen mérkőzést kivéve már az elsőosztályban a profik között szerepelt. Képviselte hazáját az 1999-es junior jégkorong-világbajnokságon. A 2000-es NHL-drafton a Dallas Stars választotta ki a hetedik kör 219. helyén. 2005-ig csak a TPS Turkuban játszott. Legjobb szezonjában 20 pontot szerzett. 2005-ben átigazolt a svéd ligába a Mora IK-be. 2008-ig ebben a csapatban játszott. 2008-ban átigazolt a MODO Hockeyba ahol a 2009–2010-es szezont is játszotta 51 mérkőzésen nyolc pontot szerzett. 2010–2011-es szezonban visszakerült (a svéd másodosztályban szereplő) Mora IK-be.

## Külső hivatkozások
- Statisztika
- Statisztika